# جون فيليبس (سياسي)
جون فيليبس (بالإنجليزية: John Phillips)‏ هو سياسي أمريكي، ولد في 4 نوفمبر 1823، وتوفي في 26 يوليو 1903. حزبياً، نشط في الحزب الجمهوري. وقد انتخب عضو جمعية ولاية ويسكونسن وانتخب عضو مجلس ولاية ويسكونسن.